# Ciocănești (Călărași)
Ciocănești is een gemeente in het Roemeense district Călărași en ligt in de regio Muntenië in het zuidoosten van Roemenië. De gemeente telt 4998 inwoners (2002).

## Geografie
Ciocănești ligt in het zuiden van Călărași. De oppervlakte van de gemeente bedraagt 131,12 km².

## Demografie
In 2002 had de gemeente 4998 inwoners. Volgens berekeningen van World Gazetteer telt Ciocănești in 2007 ongeveer 4884 inwoners. De beroepsbevolking is 2100. Er bevinden zich 1889 huizen in de gemeente.

## Politiek
De burgemeester van Ciocănești is Petre Pavel. Zijn viceburgemeester is Marcel Raiu, secretaris is Mariana Cioacoveanu.

## Onderwijs
Er zijn vier kinderdagverblijven en vier scholen in de gemeente.
Alexandru Odobescu · Belciugatele · Borcea · Căscioarele · Chirnogi · Chiselet · Ciocănești · Curcani · Cuza Vodă · Dichiseni · Dor Mărunt · Dorobanțu · Dragalina · Dragoș Vodă · Frăsinet · Frumușani · Fundeni · Grădiştea · Gurbănești · Ileana · Independenţa · Jegălia · Lehliu · Luica · Lupșanu · Mânăstirea · Mitreni · Modelu · Nana · Nicolae Bălcescu · Perișoru · Plătărești · Radovanu · Roseți · Sărulești · Sohatu · Șoldanu · Spanțov · Ștefan cel Mare · Ștefan Vodă · Tămădău Mare · Ulmeni · Ulmu · Unirea · Vâlcelele · Valea Argovei · Vasilați · Vlad Țepeș